# Kościół św. Urszuli w Zbiersku
Kościół św. Urszuli – drewniany filialny kościół katolicki zlokalizowany we wsi Zbiersk, w gminie Stawiszyn (powiat kaliski). Jest to dawny kościół parafialny. Obecnie funkcję świątyni parafialnej pełni, znajdujący się po drugiej stronie ulicy kościół Matki Boskiej Różańcowej.

## Historia
Kościół drewniany wzniesiono w 1759 (wzmianki o wcześniejszej świątyni pochodzą z pierwszej połowy XV wieku). Fundatorem był lokalny dziedzic Stanisław Kożuchowski. Kościół ten stanowi obecnie nawę świątyni, która w 1879 została rozbudowana o ceglane prezbiterium. Dobudowano także wówczas zakrystię i kruchtę zachodnią z fundacji Wilhelma Repphana. 

## Architektura
Obiekt orientowany, konstrukcji sumikowo-łątkowej, oszalowany. Prezbiterium i zakrystia są murowane - z cegły. Do prostokątnej nawy przylega węższe, trójbocznie zamknięte prezbiterium z zakrystią od strony południowej. Dachy kryte są blachą, a nad prezbiterium i zakrystią – dachówką. Nad nawą umieszczona sygnaturka z ażurową latarnią. Prezbiterium jest nakryte sklepieniem ceglanym, a nawa stropami drewnianymi o wykroju łuku podkowiastego.
Prace renowacyjne nastąpiły w latach 1986-1988 i 1991-1993. Kościół przechodzi kolejną odbudowę od 2024

## Wyposażenie
Wewnątrz stoją trzy ołtarze rokokowe, chrzcielnica i rokokowa ambona (wszystko z 1760). W ołtarzu głównym znajduje się obraz Matki Boskiej z Dzieciątkiem. W ołtarzach bocznych obrazy św. Stanisława Biskupa i św. Mikołaja. Na belce tęczowej ustawiona jest XVII-wieczna figura Madonny z Dzieciątkiem o reminiscencjach gotyckich. Kropielnica wykonana z piaskowca pochodzi z 1843.

## Otoczenie
Obok kościoła stoi drewniana dzwonnica z XIX wieku 

## Galeria

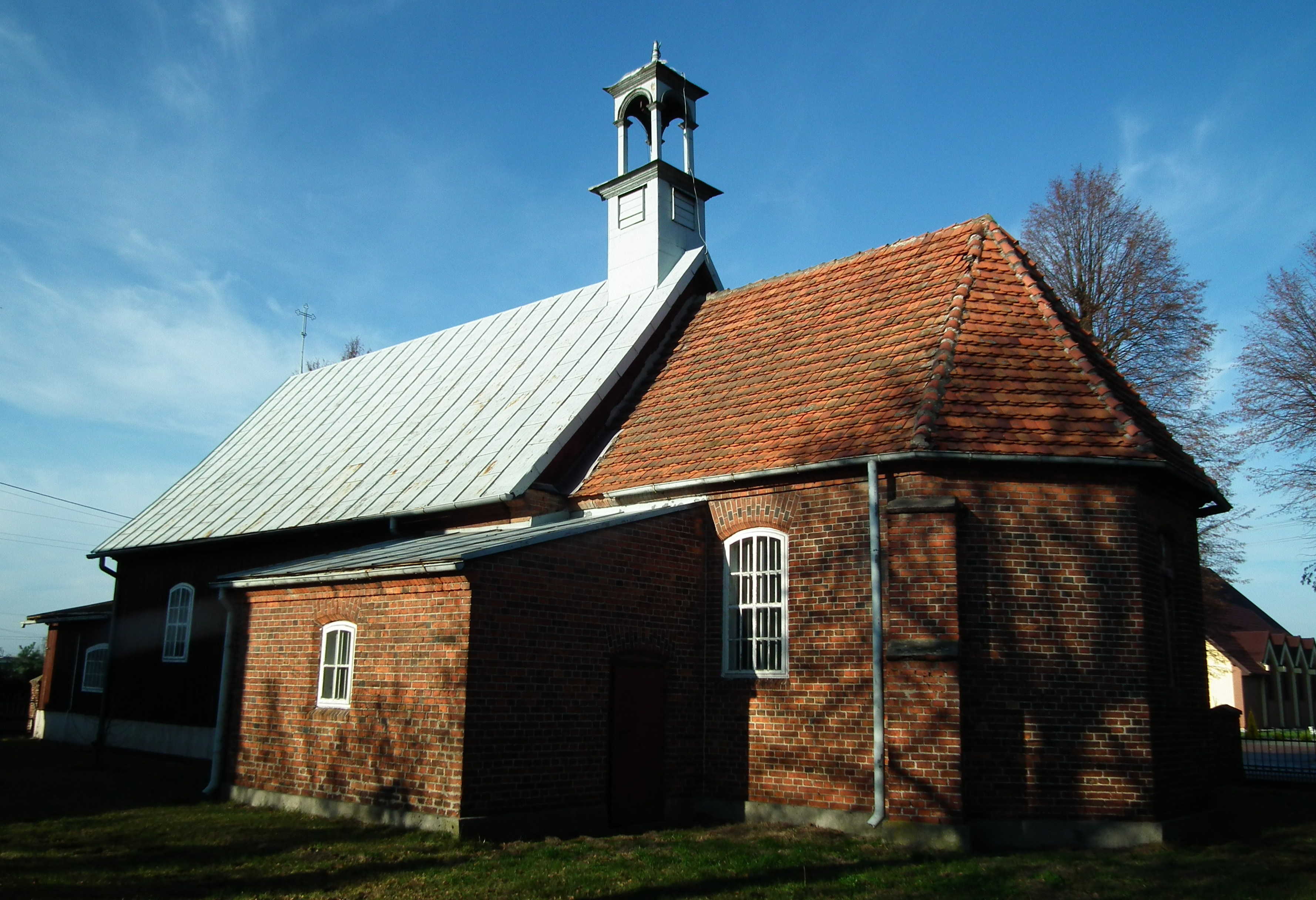
Prezbiterium murowane
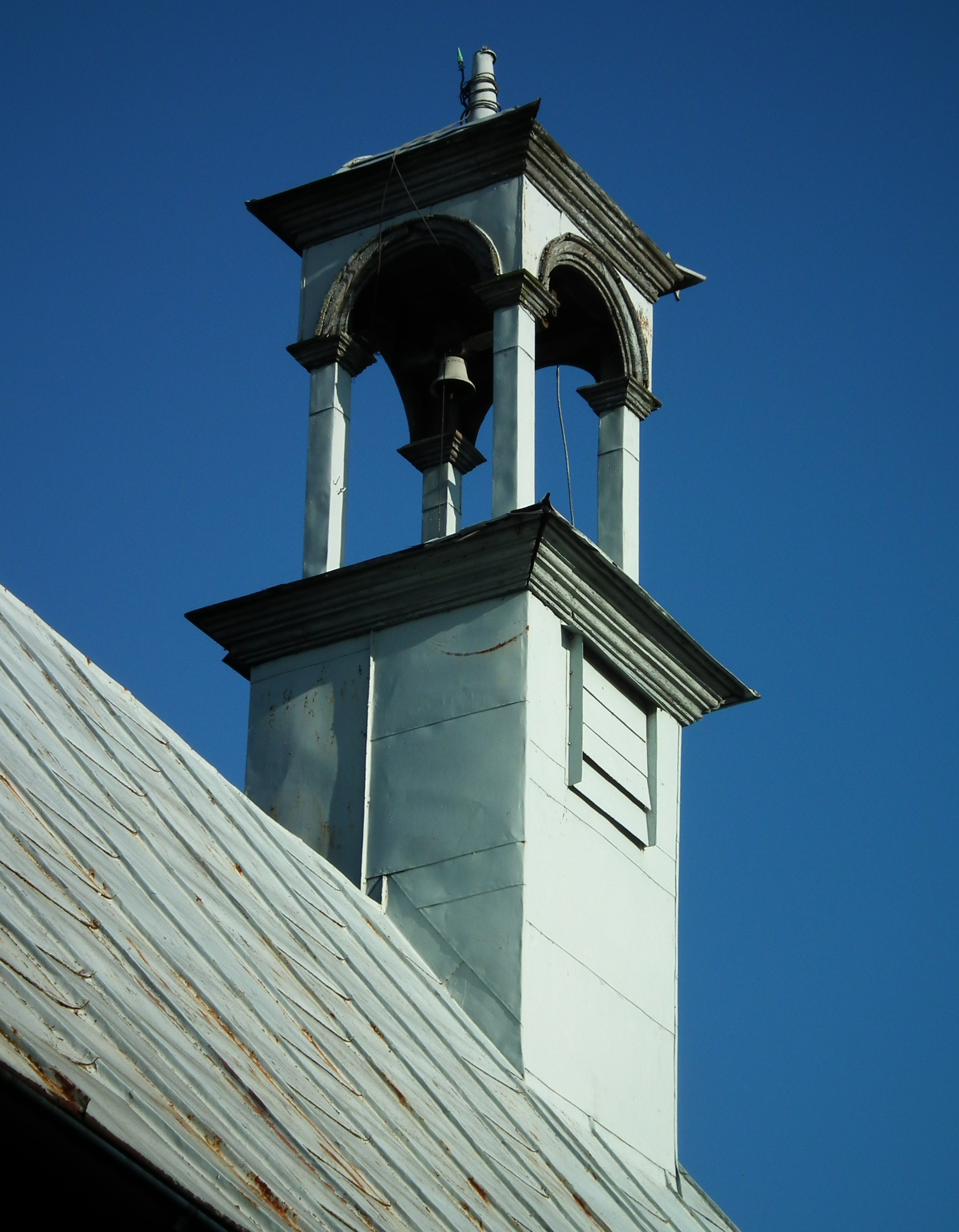
Sygnaturka
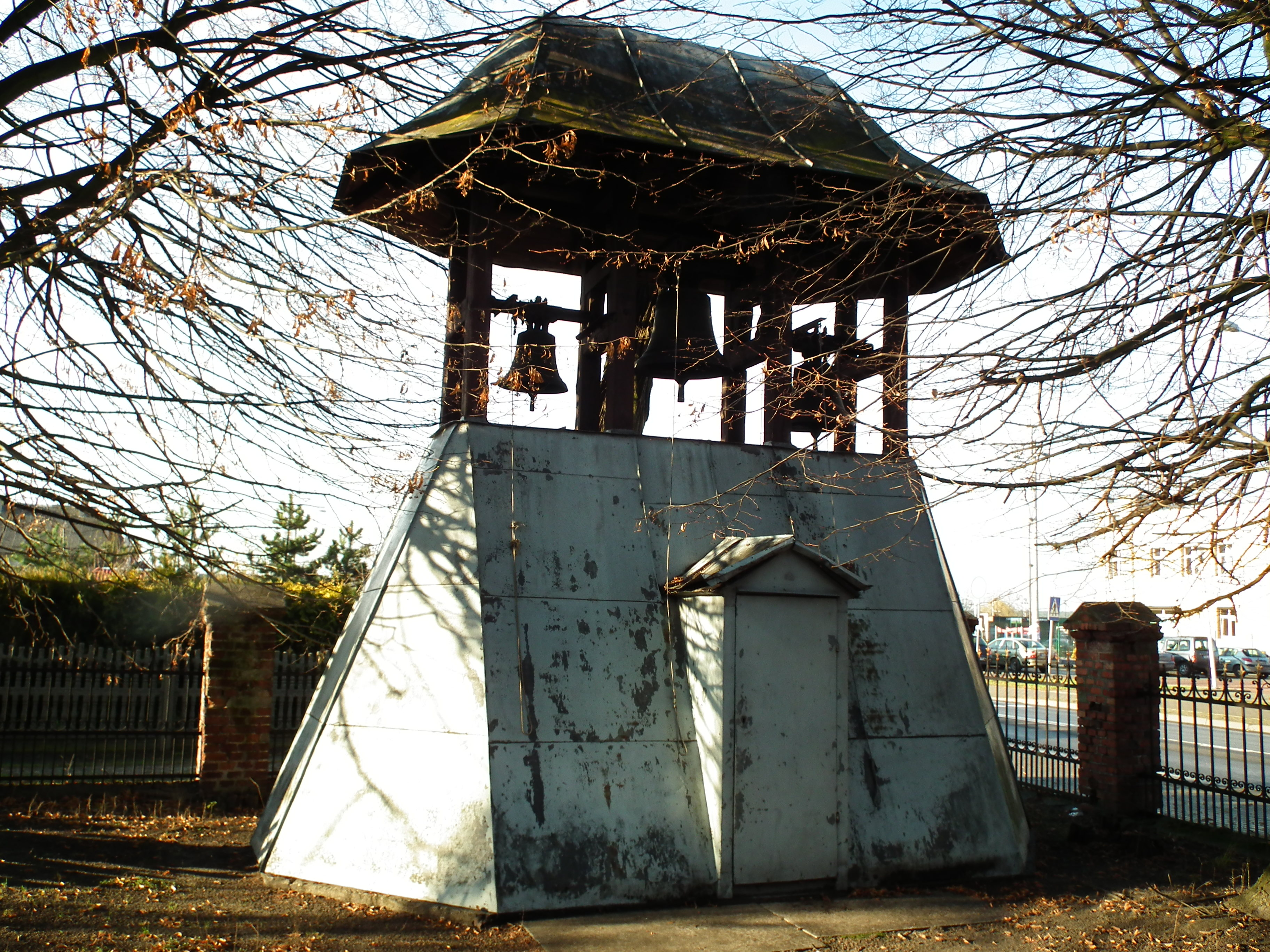
Dzwonnica